# Antagonista do receptor de vasopressina
Os antagonistas do receptor de vasopressina (VRAs) são substâncias que inibem a ação dos receptores de vasopressina. Geralmente os VRAs são usados no tratamento de doença renal policística, hiponatremia, insuficiência cardíaca congestiva, cirrose e síndrome de secreção inapropriada de hormônio antidiurético (SIADH).

## Tipos

### Vaptanos
Os vaptanos atuam bloqueando diretamente a ação da vasopressina em seus receptores (V1A, V1B e V2). Esses receptores desempenham várias funções, sendo que os receptores Vr1A e V2 são expressados perifericamente e atuam, respectivamente, na modulação da pressão arterial e da função renal, enquanto os receptores V1A e V1B são expressados no sistema nervoso central (SNC). O V1A é expressado em muitas regiões do cérebro e tem sido associado a padrões de comportamentos sociais em humanos e animais.
Não seletivo (V1A/V2)
- Conivaptano

V1A seletivo (V1RA)
- Relcovaptano

V1B seletivo (V3RA)
- Nelivaptano

V2 seletivo (V2RA)
- Lixivaptano
- Moçavaptano
- Satavaptano
- Tolvaptano

### Demeclociclina e lítio
Demeclociclina, um antibiótico derivado de tetraciclina, é usado para bloquear a ação da vasopressina nos rins em casos de hiponatremia, a fim de diminuir a secreção inapropriada de vasopressina (SIADH) quando a terapia de fluidos não tenha obtido êxito. A demeclociclina não é um antagonista direto dos receptores da vasopressina, mas inibe  ativação da da cascata de sinalização intracelular do segundo mensageiro desse receptor nos rins por um mecanismo de ação desconhecido.
Lítio, bem como o carbonato de lítio, possui propriedades semelhantes às da demeclociclina sobre a ação renal da vasopressina e costumava ser usado usado clinicamente antes da demeclociclina, que o substituiu amplamente nessa indicação.